# Attagenus orientalis
Attagenus orientalis là một loài bọ cánh cứng trong họ Dermestidae. Loài này được Reitter in Schneider et Leder miêu tả khoa học năm 1878.